# Mittelsdorf (Kaltennordheim)
Mittelsdorf ist ein Ortsteil der Stadt Kaltennordheim im Landkreis Schmalkalden-Meiningen in Thüringen.

## Lage
Das Dorf liegt an der Landesstraße 1124 unmittelbar östlich von Kaltenwestheim und westlich von Kaltensundheim im Tal des Gewässers Lotte (einem Zufluss der Felda), umgeben von bewaldeten Gipfeln der Rhön.

## Geschichte
Am 1. Dezember 778 wurde das Dorf erstmals urkundlich erwähnt. Der Ort gehörte zum Amt Kaltennordheim der Grafschaft Henneberg, später zu Sachsen-Weimar-Eisenach (Eisenacher Oberland). Ab 1920 gehörte Mittelsdorf zum Freistaat Thüringen, ab 1952 zum Kreis Meiningen im DDR-Bezirk Suhl. 1974 wurde Mittelsdorf nach Kaltenwestheim eingegliedert. 2015 lebten im Ort 293 Einwohner.
Im Zuge der Eingliederung der Gemeinde Kaltenwestheim in die Stadt Kaltennordheim zum 1. Januar 2019 wurde der Ort ein eigenständiger Ortsteil Kaltennordheims.